# Європейська кооперація зі стандартизації в галузі космічної техніки
Європейська кооперація зі стандартизації в галузі космічної техніки (англ. European Cooperation for Space Standardization, ECSS) — організація по поліпшенню стандартів в рамках європейської космічної програми. ECSS публікує стандарти, яких Європейське космічне агентство має дотримуватися.
Розташовується в місті Нордвейк, Нідерланди.